# Nowy Korczyn
Nowy Korczyn (früher Nowe Miasto Korczyn, deutsch Neustadt Korczin) ist eine Stadt im Powiat Buski der Woiwodschaft Heiligkreuz in Polen. Es ist Hauptort der gleichnamigen Stadt-und-Land-Gemeinde. Der Ort liegt etwa 65 km südöstlich von Kielce und 22 km südöstlich der Kreisstadt Busko-Zdrój an der Mündung der Nida in die Weichsel, über die hier eine Fähre führt.

## Geschichte

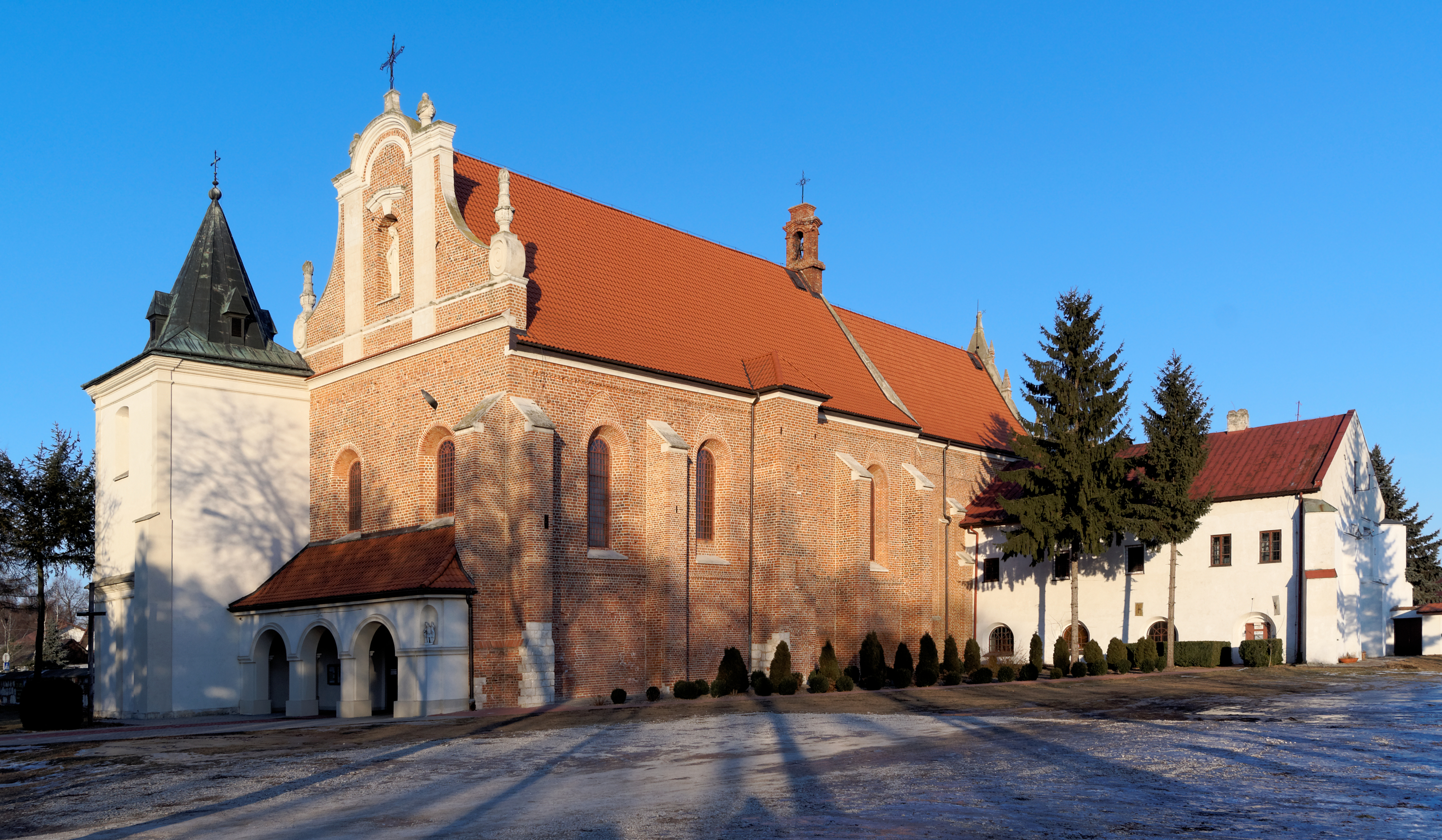
Die Kirche des Franziskanerklosters

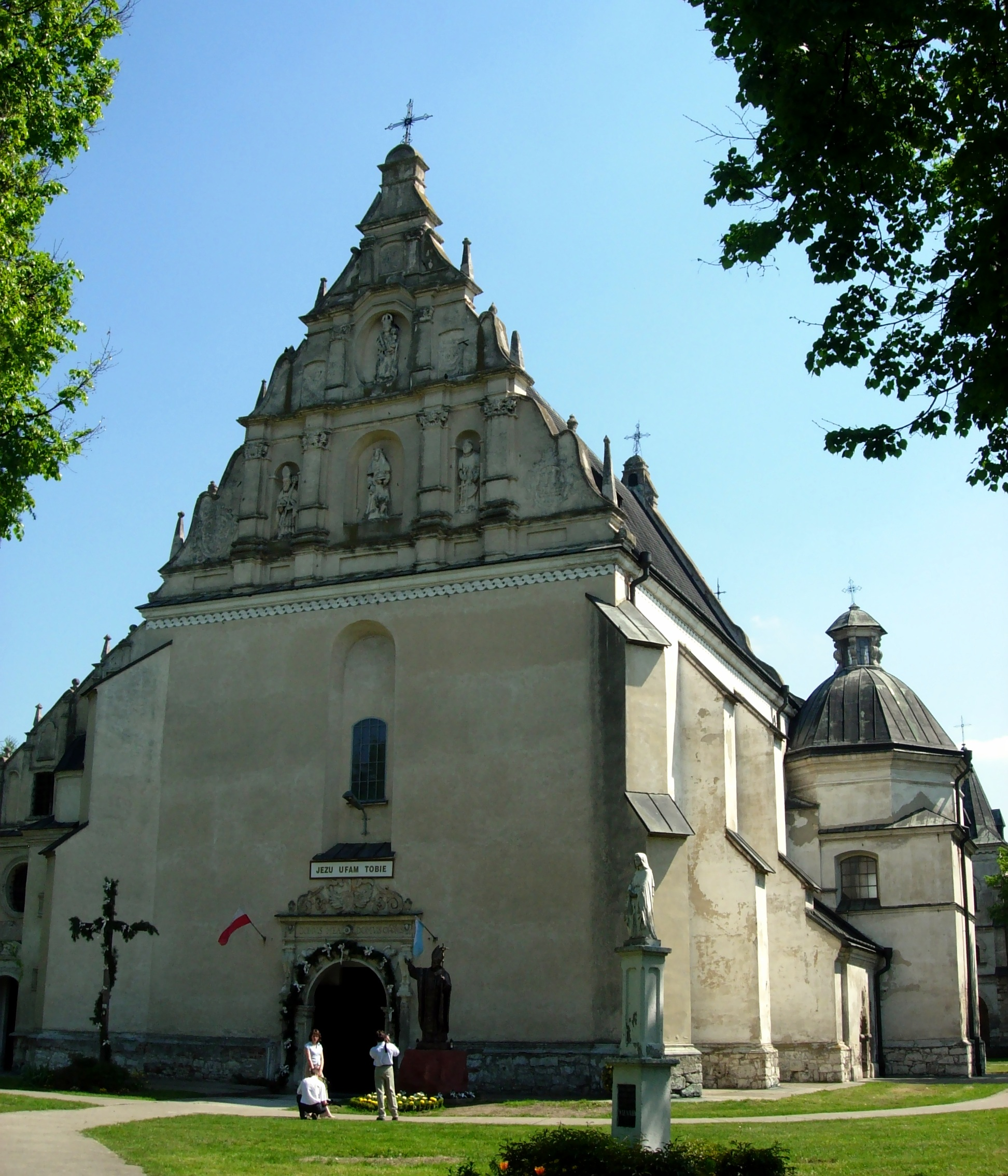
Die Dreifaltigkeitskirche

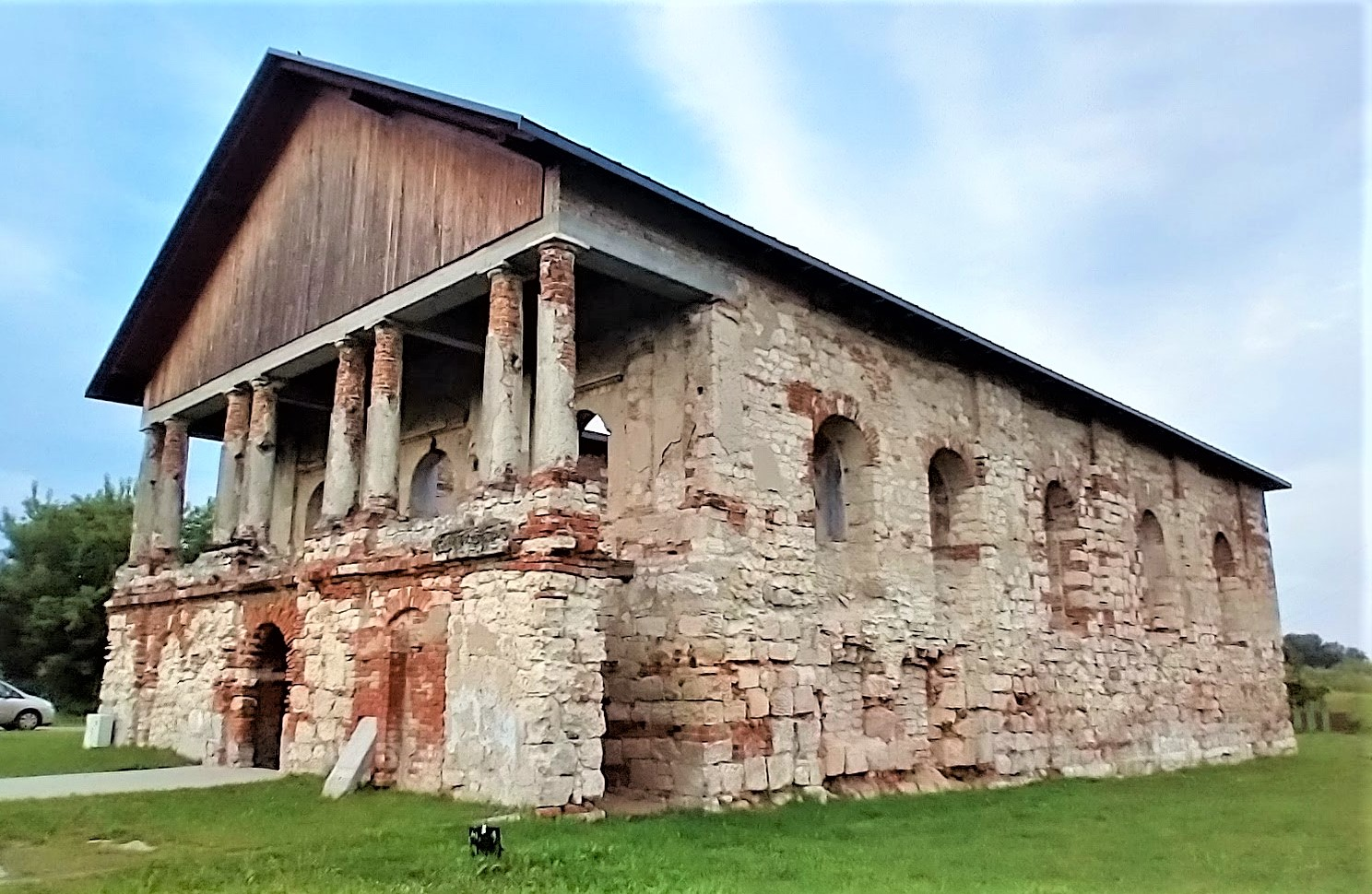
Synagogengebäude (2020)

Im ältesten Ort der Gemeinde, Stary Korczyn, wurde 1186 eine Pfarrei errichtet. Im Schloss Nowy Korczyn wurde 1226 Bolesław Wstydliwy geboren, der dieses auch mit seiner Frau Kinga von Polen (Kunigunde) bewohnte. Nach dem Mongolensturm 1241 wurde die Residenz der Fürsten nach Nowy Korczyn verlegt, das 1264 Stadtrechte erhielt. 1271 wurde das Franziskanerkloster gestiftet.
Vom 15. Jahrhundert an fand der Sejmik (Provinziallandtag) für Kleinpolen regelmäßig in Nowy Korczyn statt. 1464 schloss Bischof Paul von Legendorf dort einen Sonderfrieden mit dem Königreich Polen, durch den das Fürstbistum Ermland aus dem Preußischen Städtekrieg ausschied. 1469 huldigte der Großmeister des Deutschen Ordens in Nowy Korczyn dem polnischen König Kasimir IV. Jagiełło. Die Stadt verfügte schon im 16. Jahrhundert über eine Wasserleitung. Nowy Korczyn hatte seit der Mitte des 16. Jahrhunderts eine jüdische Gemeinde, die 1921 67 % der Bevölkerung ausmachte. Vom 17. Jahrhundert an begann der Niedergang des Orts, der mit dem Verlust des Stadtrechts durch Zarenedikt im Jahr 1869 seinen Höhepunkt erreichte.
Das Dorf Czarkowy entwickelte sich im 16. Jahrhundert zu einem Zentrum des Sozinianismus (in Polen oft als Arianer bezeichnet). Dort fanden zwischen 1642 und 1659 fünf Synoden der Polnischen Brüder statt. Nach der Vertreibung der Sozinianer kam das Dorf an die Familie Morsztyn, die ein Schloss errichteten. 1914 errangen die Polnischen Legionen unter Józef Piłsudski hier einen Sieg über die russischen Truppen.
1795 fiel Nowy Korczyn mit der Dritten Polnischen Teilung an Österreich. 1809 kam es an das Herzogtum Warschau und 1815 an das Königreich Polen. Nach Ende des Ersten Weltkriegs kam der Ort wieder zum neu entstandenen Polen.
Im Zweiten Weltkrieg fiel die jüdische Gemeinde dem Holocaust zum Opfer. Zum 1. Januar 2019 wurde Nowy Korczyn wieder zur Stadt erhoben.

## Gemeinde
Die Weichsel bildet auf eine Länge von 19 km die östliche Gemeindegrenze. Die Gemeinde hat landwirtschaftlichen Charakter mit fast 70 % Ackerboden (Getreide, Kartoffeln, Tierzucht, daneben Obst- und Gemüseanbau) und rund 10 % Waldfläche. Ein Teil der Gemeinde gehört zum Landschaftsschutzpark Nidagebiet.

## Sehenswürdigkeiten
- Der Komplex des im Jahr 1257 gegründeten Franziskanerklosters
- Die Dreifaltigkeitskirche im Stil der Gotik und der Renaissance (16. Jahrhundert)
- Die Ruine der klassizistischen Synagoge
- Das Dlugosz-Haus (die frühere Akademie).